# Cardiophorus georgioui
Cardiophorus georgioui is een keversoort uit de familie kniptorren (Elateridae). De wetenschappelijke naam van de soort is voor het eerst geldig gepubliceerd in 2003 door Preiss & Platia.